# Krzysztof Hołub
Krzysztof Hołub (ur. 27 lipca 2000) – polski lekkoatleta specjalizujący się w biegach sprinterskich i płotkarskich. Dwukrotny mistrz Polski w biegu na 400 metrów przez płotki (2022, 2023).
Hołub pochodzi z rodziny związanej ze sportem. Jego rodzice: Beata Hołub i Grzegorz Hołub byli lekkoatletami. Sportowcami są również jego bracia: Maciej Hołub oraz Jakub Hołub także trenują lekkoatletykę, a Jan Hołub pływanie.

## Osiągnięcia
Opracowano na podstawie:
| Rok  | Impreza                        | Miejsce   | Konkurencja                | Pozycja    | Wynik |
| ---- | ------------------------------ | --------- | -------------------------- | ---------- | ----- |
| 2019 | Mistrzostwa Europy juniorów    | Borås     | bieg na 400 m przez płotki | półfinał   | 52,34 |
| 2021 | Młodzieżowe mistrzostwa Europy | Tallinn   | bieg na 400 m przez płotki | półfinał   | 50,89 |
| 2022 | Mistrzostwa Europy             | Monachium | bieg na 400 m przez płotki | eliminacje | 50,12 |

Rekord życiowy:
- bieg na 400 metrów przez płotki – 49,78 (28 lipca 2023, Gorzów Wielkopolski).